# زردپره بلوطی
زردپره بلوطی (نام علمی: Emberiza rutila) نام یک گونه از سرده زردپره‌های معمولی است.